# San Floriano (Castelfranco Veneto)
San Floriano (San Florian in veneto) è una frazione di Castelfranco Veneto.

## Storia
Il paese è attraversato dall'antica via Postumia, importante arteria stradale di epoca romana che solcando l'intera pianura padana giungeva sino a Genova. Il centro trae il nome dal titolare dell'attuale parrocchiale e la dedicazione a un santo-guerriero, Floriano di Lorch, la farebbe fondata da un gruppo di soldati romani stanziati lungo la Postumia; vero è che San Floriano è considerato anche patrono degli animali domestici (e in particolare dei bovini) e quindi si legherebbe piuttosto al mondo rurale.
Il 2 gennaio 1801 San Floriano fu invasa dalle truppe di Napoleone: il paese fu saccheggiato e la chiesa depredata dei propri preziosi.

## Monumenti e luoghi d'interesse

### Chiesa parrocchiale
L'edificio è stato costruito sopra la Postumia, fungendo quasi da spartitraffico. Si pensa, quindi, che sia stato fondato dopo la fine dell'Impero Romano, quando la strada aveva ormai perso ogni importanza militare.
Nei documenti antichi figura ora come cappella della pieve di Salvatronda, ora come dipendenza della rettoria di Fanzolo (che pure era filiale di Salvatronda). A causa di questa incerta situazione i fedeli di San Floriano finirono per essere abbandonati a sé stessi e nel 1584 si decise l'erezione a parrocchia autonoma, garantendo alla comunità un proprio sacerdote. 
Dal 1997 è affidata ai Canonici Regolari Lateranensi che già gestivano il vicino "Alunnato San Pio X".
La chiesa attuale fu innalzata nella metà del XIX secolo su iniziativa dell'allora parroco don De Chini vista l'angustia dell'edificio precedente. Inizialmente ci si rivolse all'architetto Antonio Diedo, ma il suo progetto non venne accolto e fu sostituito da quello dell'ingegnere Antonio Barea. La prima pietra venne benedetta il 21 aprile 1845 e già il 2 settembre 1846 veniva celebrata la prima Messa. Fu conclusa il 17 luglio 1847, anche se gli ultimi lavori si protrassero lungo i decenni successivi (il campanile, per esempio, è del 1865-1872).
Si tratta di una costruzione neoclassica il cui interno, a vaso unico, è diviso in tre arcate con colonne ioniche. Delle sue opere va ricordata la tela Maria in trono con i santi Liberale, Floriano, Caterina e Barbara di Francesco Bissolo (1528).

### Ca' Balbi, Preti, Giacomelli
Questa villa veneta sarebbe stata edificata nel Settecento, tuttavia sin dagli inizi del Seicento si ha notizia di una costruzione dei patrizi Balbi, a cui successero, nel 1608, i Preti. Sembra inoltre probabile che l'attuale edificio sia stato progettato, o perlomeno rimaneggiato, dal noto architetto Francesco Maria Preti che ne fu proprietario. Tornata di nuovo ai Balbi, fu poi dei Giacomelli. Nel 1954 è stata acquistata dai Canonici Regolari Lateranensi che, dopo un drastico recupero (il complesso si trovava in condizioni disastrose), ne fecero la sede dell'"Alunnato San Pio X", funzione che mantiene tuttora.
La facciata si mostra simmetrica e regolare, caratterizzata dalla monofora al pianoterra e dal balconcino al piano superiore. Le finestre del pianoterra e del secondo piano sono sovrastate da cornici modanate in aggetto con mensoline di sostegno, mentre quelle de secondo presentano dei frontoncini triangolari e curvi alternati. La costruzione si conclude con un cornicione modanato su cui poggia la copertura a padiglione.
Nella villa soggiornò a lungo l'abate Giuseppe Ricciotti.